# Bormettes, Verger und Rieille

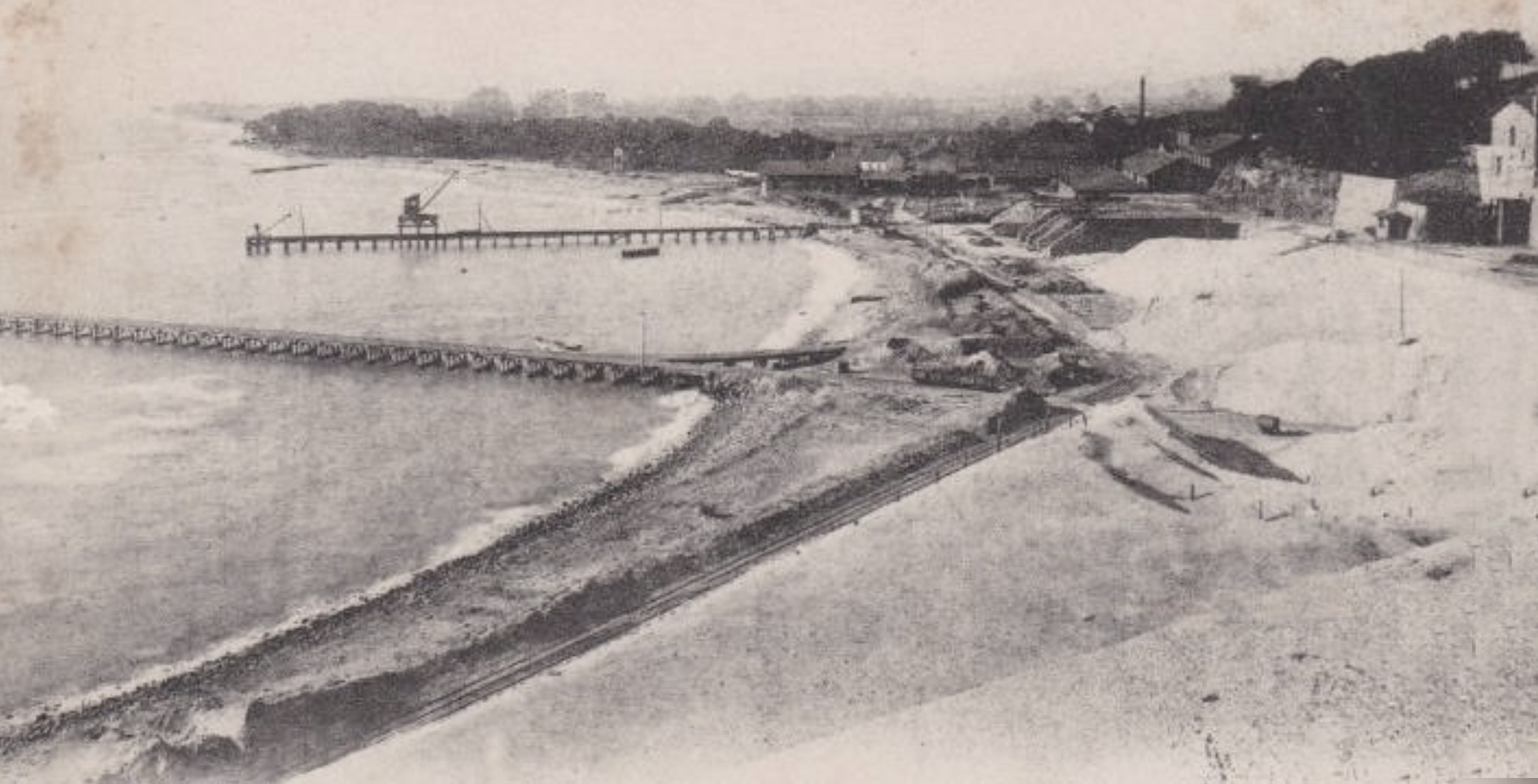
Schiffsanleger am Strand bei Les Bormettes

In den Bergwerken Bormettes, Verger und Rieille bei La Londe-les-Maures (Frankreich) wurden von 1885 bis 1928 Zink-, Blei- und Silber-Erze abgebaut.

## Geschichte

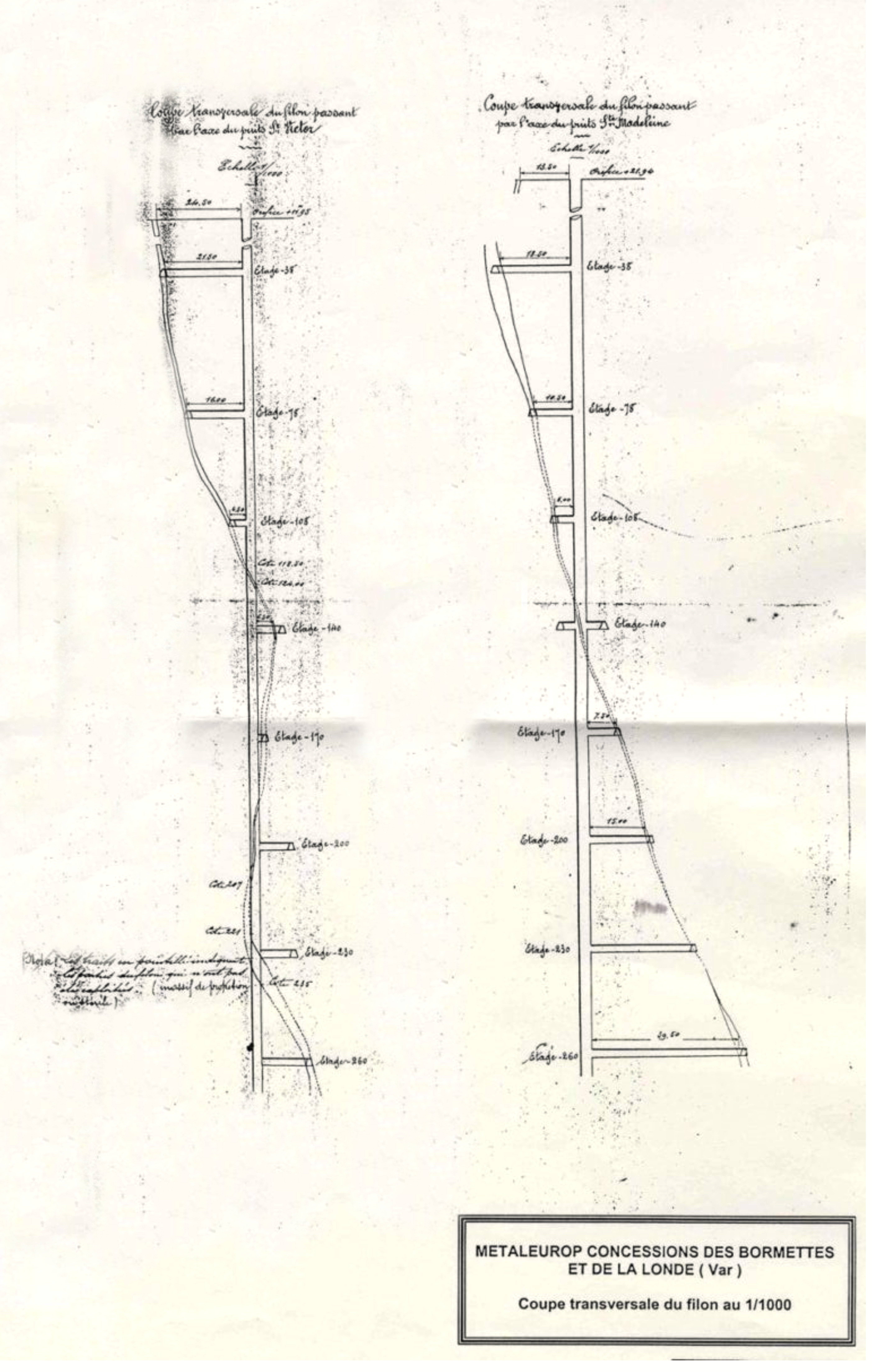
Bergwerk Les Bormettes: Schnitt durch die Schächte Saint-Victor und Sainte-Madeleine mit dem Verlauf der Erz-Ader

In der Gegend von La Londe-les-Maures sind Zink- und Bleierz-führende Adern in die Quarzite und die Phylladen (feingeschieferte Gesteine mit weitgehender Spaltbarkeit) des Massif des Maures eingebettet. Die Ader Les Bormettes verläuft im Wesentlichen in Ost-West-Richtung und ist um 80° nach Norden geneigt. Die Ader von Le Verger verläuft ebenfalls in Ost-West-Richtung und ist um 70° nach Süden geneigt. Der Abbau von Blei in diesen Adern geht auf die gallo-römische Zeit zurück und wurde im Mittelalter episodisch fortgesetzt.
Die Conzession für La Rieille wurde per Dekret vom 10. Januar 1860 für Blei und verwandte Metalle erteilt. Die Konzession von Les Bormettes für Blei, Silber und verwandte Metalle wurde am 11. Februar 1885 an Jean André Victor Roux (1819–1893) vergeben. Daraufhin wurde die Société des Mines des Bormettes gegründet. Neben der Konzession von Les Bormettes erhielt sie 1891 auch die Konzession von La Londe.
Die Gleise der Feldbahn wurden ab 1890 verlegt. Zu dieser Zeit war Argentière ein Hafen, von dem aus das Erz auf dem Seeweg nach Swansea, Hamburg, Antwerpen, Dünkirchen und Holland verschifft wurde. Die Bergwerke waren Ende des 19. Jahrhunderts der führende europäische Zinkproduzent.
Bei Les Bormettes wurden zwischen 1885 und 1907 etwa 825.000 t Erz abgebaut, die etwa 161.500 t Zink und 11.250 t Blei ergaben, wobei die jährliche Produktion zwischen 30.000 t und 60.000 t Erz schwankte. Die Lagerstätte La Bormettes blieb mit einer Gesamtproduktion von rund 900.000 t aller Mineralien mit Gehalten von 18 % Zn, 2 % Pb und 100 bis 200 g/t Ag, bis in die 1930er Jahre die größte Zinkerzlagerstätte Frankreichs. In Le Verger war die jährliche Fördermenge von etwa 16.000 t Erz mit 10 % Zn und 2 % Pb zwischen 1900 und 1928 weitaus geringer. Für den Abbau wurde das Flöz in Etagen mit einer Höhe von 20 bis 30 m unterteilt. Der Abbau erfolgte in ansteigenden Abschnitten mit vollständiger Verfüllung durch die Tailings der Erzwäsche. Die Stollen hatten einen geringen Durchmesser (um die 2 Meter).
Der Bergbaubetrieb Les Bormettes wurde 1908, La Rielle 1922 und Le Verger 1928 eingestellt. Die Feldbahn wurde 1929 endgültig stillgelegt. Die Société des Mines des Bormettes wurde 1933 liquidiert. Die Gleise wurden daraufhin 1935 abgebaut. Die Sociedad Minera y Metalúrgica de Peñarroya übernahm die beiden Konzessionen Bormettes und La Londe 1961, aber die begonnene Prospektion blieb ohne Folgen. Das Unternehmen Recylex wurde später Konzessionsinhaber der beiden Schürfrechte, hat aber 2006 einen Verzichtsantrag gestellt, der daraufhin im Rahmen eines Verzichtsverfahrens untersucht wurde.
Per Erlass des Staatsministers im Ministerium für Ökologie, nachhaltige Entwicklung und Raumplanung, vom 22. Oktober 2007 wurde der Verzicht des Unternehmens Recylex SA auf die Konzession für die Blei-, Silber- und verwandte Metallminen in Les Bormettes angenommen. Folglich wurde diese Konzession beendet und die entsprechende Lagerstätte wieder in den Status einer zur Erkundung offenen Lagerstätte versetzt.

## Feldbahn
| Decauville-Lok Fernande, Nr. 234/1897 (ex Tramways de Royan) am Gare des Mineurs in La Londe-les-Maures |                     |                                      |                                      |
| Streckenverlauf |                     |                                      |                                      |
| Streckenlänge: | 15 km               |                                      |                                      |
| Spurweite: | 600 mm (Schmalspur) |                                      |                                      |
| |                     |                                      |                                      |
| \| \| \| Bergwerk La Rielle \| 1890–1929 \| \| \| \| Bergwerk Le Verger[11] \| 1900–1929 \| \| \| \| 600-mm-Feldbahn \| \| \| \| \| Bahnstrecke Toulon–Saint-Raphaël \| \| \| \| \| La Londe-les-Maures Gare des Mineurs \| \| \| \| \| Alte Bleihütte \| 1897–1906 \| \| \| \| Schiffsanleger, Usine Schneider[12] \| \| \| \| \| Bergwerk Les Romettes \| \| \| \| \| Erzwäschen \| \| \| \| \| Schiffsanleger, West \| \| \| \| \| Schiffsanleger, Ost \| \| \| \| \| Bergwerk L'Argentière \| 1890–1929 \| |                     |                                      |                                      |
| Strecke von links (außer Betrieb) · Kopfbahnhof Streckenende und quer (Strecke außer Betrieb) |                     | Bergwerk La Rielle                   | 1890–1929                            |
| Kopfbahnhof Streckenanfang und quer (Strecke außer Betrieb) · Abzweig geradeaus und nach rechts (Strecke außer Betrieb) |                     | Bergwerk Le Verger                   | 1900–1929                            |
| Strecke (außer Betrieb) |                     | 600-mm-Feldbahn                      | 600-mm-Feldbahn                      |
| Kreuzung geradeaus unten (Strecke geradeaus außer Betrieb) |                     | Bahnstrecke Toulon–Saint-Raphaël     | Bahnstrecke Toulon–Saint-Raphaël     |
| Bahnhof (Strecke außer Betrieb) |                     | La Londe-les-Maures Gare des Mineurs | La Londe-les-Maures Gare des Mineurs |
| Abzweig geradeaus, nach links und von links (Strecke außer Betrieb) · Kopfbahnhof Streckenende und quer (Strecke außer Betrieb) |                     | Alte Bleihütte                       | 1897–1906                            |
| Kopfbahnhof Anfang Hochstrecke und quer (Strecke außer Betrieb) · Abzweig geradeaus und nach rechts (Strecke außer Betrieb) |                     | Schiffsanleger, Usine Schneider      | Schiffsanleger, Usine Schneider      |
| Abzweig geradeaus und nach links (Strecke außer Betrieb) · Kopfbahnhof Streckenende und quer (Strecke außer Betrieb) |                     | Bergwerk Les Romettes                | Bergwerk Les Romettes                |
| Abzweig geradeaus und nach links (Strecke außer Betrieb) · Kopfbahnhof Streckenende und quer (Strecke außer Betrieb) |                     | Erzwäschen                           | Erzwäschen                           |
| Kopfbahnhof Anfang Hochstrecke und quer (Strecke außer Betrieb) · Abzweig geradeaus und nach rechts (Strecke außer Betrieb) |                     | Schiffsanleger, West                 | Schiffsanleger, West                 |
| Kopfbahnhof Anfang Hochstrecke und quer (Strecke außer Betrieb) · Abzweig geradeaus und nach rechts (Strecke außer Betrieb) |                     | Schiffsanleger, Ost                  | Schiffsanleger, Ost                  |
| Strecke nach links (außer Betrieb) · Kopfbahnhof Streckenende und quer (Strecke außer Betrieb) |                     | Bergwerk L'Argentière                | 1890–1929                            |

Die Feldbahn von Bormettes, Verger und Rieille (franz. Réseaux des mines des Bormettes, du Verger et de La Rieille) war eine 15 Kilometer lange Schmalspurbahn bei La Londe-les-Maures, die abschnittsweise von 1890 bis 1929 betrieben wurde. Sie hatte eine Spurweite von 600 mm.

### Lokomotiven

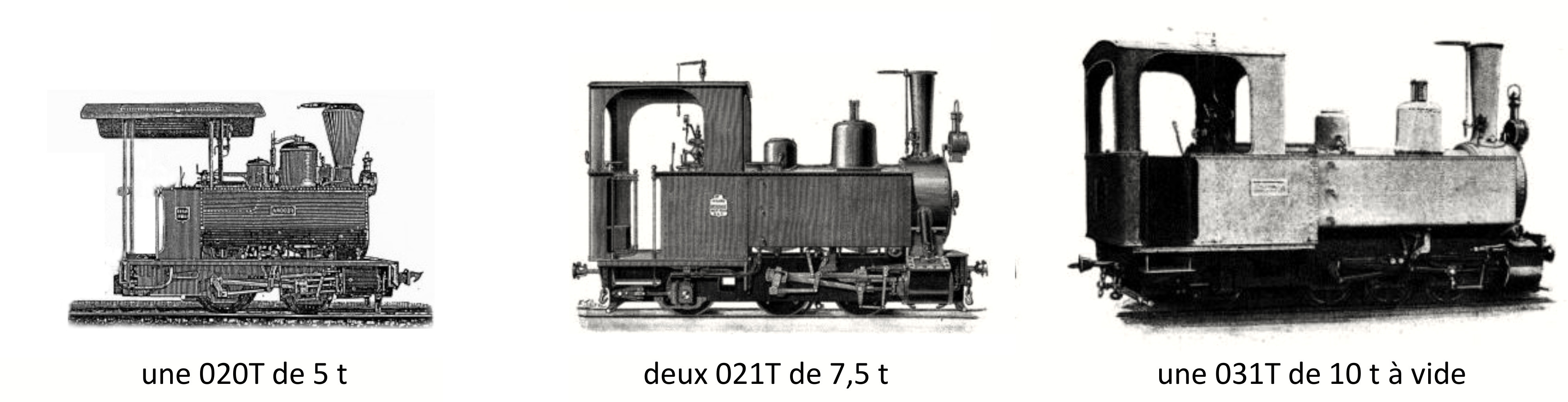
Vier Decauville-Lokomotiven: Eine B n2t mit 5t, zwei B’1 n2t mit 7,5 t und eine C’1 n2t mit 10 t wie bei den Tramways Royan und Pithiviers–Toury

Auf der 15 km langen Feldbahn wurden vier Decauville-Lokomotiven eingesetzt: Die größte sah ähnlich wie Weidknecht-Lokomotiven aus, unterschied sich aber von diesen, weil Decauville oben eckige Wasserkästen verwendete, während Weidknecht oben abgerundete Wasserkästen bevorzugte. Die Loks hatten folgende Werksnummern:
- Nr. 26 (Mascotte), B n2t, 5t, gebaut von Couillet, ausgeliefert am 25. November 1889, erst als Fedora auf der Decauville-Bahn Tien-Tsin – Tshing-Yang vorgeführt, dann in Les Bormettes eingesetzt
- Nr. 219 (Magali), B’1, 7,5t, ausgeliefert am 29. Dezember 1897
- Nr. 234 (Fernande, № 10), C’1, n2t, 10t, ausgeliefert am 4. Februar 1897, neu an Tramways de Royan, später in les Bormettes eingesetzt
- Nr. 292 (Mireille), B’1, 7,5t, ausgeliefert am 16. Juli 1900

### Wagen
Der Feldbahn-Betreiber erwarb mehrere seitlich offene Decauville-Ausflugswagen (Baladeuse Typ KE), die auf der Decauville-Bahn der Pariser Weltausstellung von 1889 einem großen Publikum vorgeführt worden waren. Diese Drehgestellwagen hatten eine Länge von 9,30 m bei einer Breite von 2,10 m und einem Gewicht von 3,2 Tonnen. Sie boten Sitzplätze für 56 Fahrgäste. Dem Direktor der Bergwerke stand für seine Inspektionsfahrten ein luxuröserer Salonwagen zur Verfügung.
Das Erz wurde in Kastenkippwagen des Typs girafe mit einer hölzernen Ladefläche transportiert. In den Bergwerken wurden Hunte mit einer Nutzlast von 800 kg für das Erz eingesetzt, die berlines genannt wurden.

## Gefahrenanalysen

### Les Boremettes
Das Gelände über Les Boremettes ist mit einem Wohngebiet für Erst- und Zweitwohnsitze mit Gärten und Schwimmbädern in hügeligen Kiefernwald überbaut. Die im Rahmen einer Studie durchgeführten Untersuchungen zeigten unter anderem folgende durch den ehemaligen Bergbau verursachte Gefahren auf:

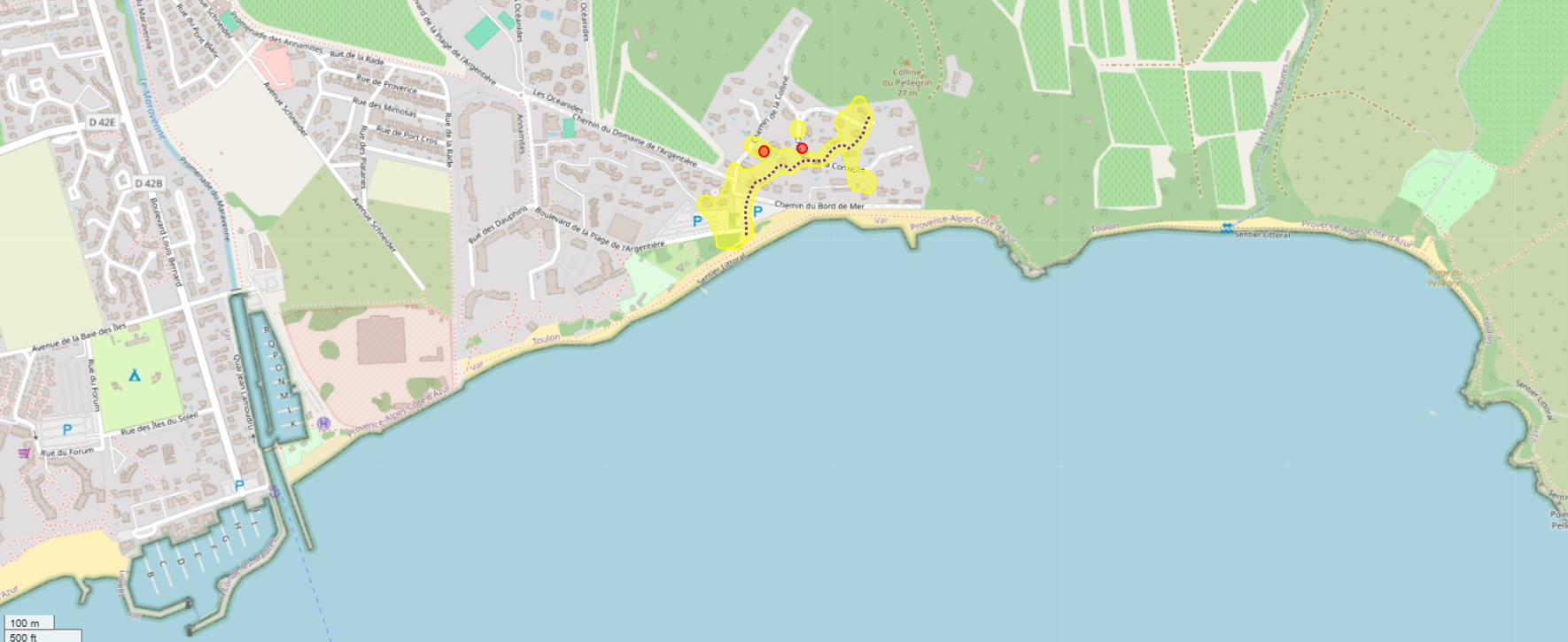
Bergwerk Les Bormettes: Risikokarte (in Gelb die Gefahrenzone mit niedrigem bis mittleren Niveau; in Rot mit hohem Niveau; der Verlauf des Erzgangs ist violett gepunktet)

- Eine hohe lokale Einsturzgefahr besteht direkt an den beiden Förderschächten des Bergwerks La Bormettes (Puits Saint-Victor und Puits Sainte-Madeleine), die verfüllt und besonders tief sind (> 560 m),
- eine mittelhohe Gefahr eines lokalen Einsturzes (Sinkloch-Bildung) über alten unterirdischen Anlagen des Bergwerks La Bormettes, zwischen dem Aufschluss und 30 m Tiefe sowie bei der Galerie de la Mer,
- eine mittelhohe Erdrutsch-Gefahr der Geröllhalden mit Gefährdung von zwei Wohnhäusern,
- eine Verschmutzung der Böden durch Blei, Zink, Antimon und Quecksilber und andere Bergbauprodukte, die in den Gärten der Häusern am unteren Teil des Hügels besonders stark zum Ausdruck kommt, bei denen frühere Wiederbegrünungsversuche gescheitert sind,
- eine erhöhte Gefährdung durch Radon.

Das größte aktuelle Risiko am Standort Les Bormettes und Argentière besteht in einem auf Luftbildern markiertem Gebiet mit mittlerer bis starker lokaler Einsturzgefahr, von der mehrere Villen in der Wohnsiedlung betroffen sind.

### Le Verger
Der Standort Le Verger liegt in einer wilden und schlecht zugänglichen Gegend. Es gibt nur eine ganzjährig bewohnte Wohnung am Rand des Standorts. Die in einer Studie durchgeführten Arbeiten zeigten unter anderem folgende Gefahren auf:
- eine mittelhohe lokale Einsturzgefahr über alten unterirdischen Anlagen des Bergwerks Le Verger, zwischen dem Aufschluss und 30 m Tiefe,
- eine mittelschwere Erdrutschgefahr auf den Abraumhalden, in Abhängigkeit der Dicke der gelagerten Materialien,
- eine Verschmutzung von Oberflächengewässern durch Zink, Cadmium, Arsen und deren Sulfate (SO4), die die Grenzwerte der Trinkbarkeit überschreitet.

Ob das Gelände weiterhin für die Wasserförderung und Erholung nutzbar ist, muss noch genauer untersucht werden.